# カミーユ・ロペス
カミーユ・ロペス（Camille Lopez、1989年4月3日 - ）は、トップ14・バイヨンヌに所属するラグビー選手。

## プロフィール
- フランス・オロロン＝サント＝マリー出身。
- ポジションはスタンドオフ(SO)。
- 身長 176cm、体重 88kg
- フランス代表キャップは28（2021年1月現在）でラグビーワールドカップ2019のフランス代表に選ばれた[1]。

## 略歴
モレオン、ボルドー、USAペルピニャン、2014年、ASMクレルモンに加入。 
2022年、バイヨンヌに加入。